# Узун Геннадій Гаврилович
Генна́дій Гаври́лович Узун — заслужений тренер УРСР з греко-римської боротьби (1987), заслужений працівник фізичної культури і спорту України (1996), тренер вищої кваліфікаційної категорії.

## Життєпис
Народився в селі Візантія (Ключове) у родині селян, мав дев'ятьох братів і сестер. Захоплювався народною боротьбою куреш. Першим тренером був Федір Ілліч Бабенко. Вже через 1,5 року занять посів перше місце в Донецькій області, стає призером центральної ради ДСО «Авангард». 1959 року розпочав трудову діяльність. Відслужив строкову службу, не перестаючи займатися, стає призером Збройних сил СРСР. Після демобілізації кілька років входив до складу збірної СРСР, посів першість на спартакіаді, став призером всесоюзного чемпіонату.
Від 1965-го — тренер з класичної боротьби, СК «Азов» заводу івм. Ілліча. 1973 року закінчив Донецький технікум фізкультури і спорту. Від 1974-го — тренер з класичної боротьби в СК «Новатор».
Від 1980 по 2004 роки — старший тренер-викладач в СДЮШОР по греко-римській боротьбі.
1992 року за безпосередньої участі Узуна відкрито клуб греко-римської боротьби «Гелікон» (згодом увійшов в склад СК «Азовмаш»). 1994 року клуб визнано кращим в Європі. 1998, 2000 та 2001 років підопічні Геннадія Узуна ставали бронзовими призерами Кубка Європейських чемпіонів, 2002 та 2003-го — срібні.
В 1992—1999 роках — головний тренер Збірної України, в 1984—1992 та 2000-2006-х — старший тренер.
2005 року в Маріуполі відкривається СДЮШОР «Олімпік», працює в ньому старшим тренером-викладачем.
Підготував понад 150 майстрів спорту, 16 майстрів спорту міжнародного класу, 6 заслужених майстрів спорту. Серед його вихованців — Болат Абдуллаєв, Аджі Рустам Іванович, Дмитро Арабаджи, Лука Бодзашвілі, Вакуленко Олексій Борисович, Олександр Дараган, Денис Задачин, Комишенко Григорій Васильович, Аркадій Крайній, Олег Крьока, Віктор Лєтов, Іраклій Ломтадзе, Олійник В'ячеслав Миколайович, Салдадзе Давид Тенгізович, Сергій Солодкій, Хакімов Руслан, Михайло Швидкий, Олександр Шишман.
Похований 5 січня 2010-го в Маріуполі.
З 2006 року проводиться турнір його імені.
З дружиною Світланою Володимирівною виховали синів Максима та Артема.